# Ugo Zovetti
Ugo Zovetti (Curzola, 1879 – Milano, 1974) è stato un pittore, designer e decoratore italiano.

## Biografia
Nato a Curzola in Dalmazia nel 1879, tra il 1901 e il 1909 si forma a Vienna frequentandone la Kunstgewerbeschule (Scuola di arti applicate che, nel 1867, era stata annessa all'Österreichisches Museum für Kunst und Industrie, il museo viennese creato sul modello del londinese Museum of Ornamental Art, che più tardi a sua volta sarebbe divenuto il Victoria and Albert Museum).
In quest'ambiente ricco di stimoli Zovetti ha come docenti principali Rudolf von Larisch,
Josef Hoffmann e Kolo Moser, artisti della Secessione nel 1897 e animatori della rivista Ver Sacrum che ne diffuse le idee estetiche e le opere. 
Kolo Moser, suo docente di pittura decorativa, lo invita ancora studente a collaborare per lavori di decorazione, disegno di tessuti, arte del libro alla Wiener Werkstätte (atelier di che nel 1903 aveva fondato con Hoffmann). Determinante per lui è anche Rudolf von Larisch, suo maestro di calligrafia ornamentale e dell'arte grafica.
Già ai primi anni del Novecento risalgono i primi lavori significativi della sua formazione: ritratti, autoritratti, vedute viennesi e studi di figura e di nudo. In questi lavori è evidente l'esercizio di stilizzazione trasmessogli dalla scuola e che accompagnerà la sua attività fino alla docenza.
A Vienna realizza studi in bianco e nero per le Josef Böck Wiener Porzellanmanufaktur, cartamodelli e accessori di moda, decorazioni di tappeti e arazzi artistici, studi per rilegature e per caratteri tipografici.
Con il gruppo di Gustav Klimt espone alla prima e alla seconda Kunstschau, rispettivamente del 1908 e del 1909, alla Ausstellung SonderKurs Keramik-Email, alla Winterausstellung del Museum für Kunst un Industrie del 1911. 
Progetta carte da parati per la ditta viennese Lichtech e, dal 1912, diventa membro del Werkbund austriaco. 
Nel 1913 espone alla Werkbundausstellung. 
A questi anni risalgono i disegni a motivi floreali per tessuti di seta; si dedica anche alla ricerca su motivi vegetali o organici. 
Durante la prima guerra mondiale esegue lavori al microscopio per riproduzioni di preparati istologici per i Gabinetti di scienze.
Zovetti giunge in Italia dopo il conflitto mondiale, chiamatovi da Augusto Osimo per insegnare alla Scuola del libro della Società umanitaria di Milano. 
Nel 1922, costituito l'ISIA (Università per le arti decorative di Monza, retta da un consorzio tra i Comuni di Milano e di Monza e la Società umanitaria), è dapprima titolare delle cattedre in entrambe le scuole, per poi spostarsi a tempo pieno nella sede monzese.
Nello spirito della scuola, per quindici anni risiede con la famiglia in un alloggio dell'ala sinistra della villa Reale. 
Insegna Decorazione, pittura murale e grafica pubblicitaria basando del suo insegnamento sull'esercizio di stilizzazione a partire dall'osservazione della natura. 
Tra i suoi numerosi allievi si annoverano Mario Sturani, in seguito elegante artefice e direttore artistico per l'industria torinese Lenci, e Fiore Martelli fine acquerellista e autore di tempere murali.
Espone alle Biennali internazionali di arti decorative nella villa Reale di Monza nel 1925 e nel 1927, alla VI Triennale nel Palazzo dell'Arte di Milano nel 1936.
Considerato tra i maggiori interpreti europei dell'arte della decorazione del libro, Ugo Zovetti si dedica già dalla fine degli anni Venti, alla compilazione di un proprio saggio sull'arte delle carte da libro che doveva articolarsi in un'introduzione storica e in una sezione tecnica corredata da esempi e completata da regesti. 
Raffinato autore di carte decorate con tecniche speciali, marmorizzate, acquatipi e alla colla d'amido, disegni e matita, a china e ritratti, egli ha rappresentato il tramite in Italia con il gusto espresso dalla Secessione viennese.

## Musei
Opere di Zovetti si trovano nelle raccolte del Museum für angewandte Kunst di Vienna, dell'Historisches Museum der Stadt Wien, negli archivi della Staatsdruckerei e della Secessione, al Victoria and Albert Museum di Londra, nella raccolta Achille Bertarelli del Comune di Milano, nel Museo del Duomo, nei Musei civici di Monza e di Bassano e in collezioni private in Italia, Svizzera e nel Regno Unito.